# Прилепната пещера
Прилепната пещера или Яръса ини е пещера в землището на село Жинзифово, област Кърджали.

## Обща информация
Пещерата е с обща дължина 64 m и денивелация 2 m. Достъпът до входа на пещерата е труден. През различните епохи тази пещера се използва за временно укритие на хора и за място за държане на домашни животни. През април 1989 г., в резултат от палене на огън от деца, живеещи в близките села, в пещерата са били унищожени стотици прилепи.
Тя е една от малкото вулкански пещери в България – образувана е при образуването на огромен балон от газове при изригването на вулкан и последвалото изстиване на магмата. През палеогена територията на Източните Родопи е обхваната от мощна вулканична дейност, която протича на дъното на плитко и топло море и отчасти на сушата.

## Прилепи в пещерата
Пещерата е важно убежище на голяма прилепна колония. Обитават я следните видове прилепи:
- дългопръст нощник (Myotis capaccinii)
- голям нощник (Myotis myotis)
- остроух нощник (Myotis blythii)
- дългокрил прилеп (Miniopterus schreibersi)
- голям подковонос (Rhinolophus ferrumequinum)
- южен подковонос (Rhinolophus euryale)
- малък подковонос (Rhinolophus hipposideros)